# Sumienie (album)
Sumienie – album polskiego gitarzysty i wokalisty Tadeusza Nalepy. Album wydany został przez EMI w 2002; w 2008 ukazała się reedycja Metal Mind Productions (w formie digipaku, MMP CD 0470). Jest to ostatni album studyjny wydany przez artystę.

## Lista utworów
| 1.  | „Ćma”                     | 3:43  |
|     |                           |       |
| 2.  | „Świat Nieprzenikniony”   | 5:25  |
|     |                           |       |
| 3.  | „Coś ważnego na dobranoc” | 5:02  |
|     |                           |       |
| 4.  | „Własne miejsce”          | 5:08  |
|     |                           |       |
| 5.  | „Sumienie sprzedam”       | 3:56  |
|     |                           |       |
| 6.  | „Mój Nowy Jork”           | 5:20  |
|     |                           |       |
| 7.  | „Wiara nosi góry”         | 4:55  |
|     |                           |       |
| 8.  | „To niemożliwe”           | 3:47  |
|     |                           |       |
| 9.  | „Tego ci życzę”           | 4:38  |
|     |                           |       |
| 10. | „Tydzień ma 7 dni”        | 4:18  |
|     |                           |       |
|     |                           | 46:12 |
|     |                           |       |

## Muzycy
- Tadeusz Nalepa – śpiew, gitary
- Grażyna Dramowicz – śpiew
- Piotr Nalepa – gitary, gitara basowa
- Jarosław Szlagowski – perkusja
- Tadeusz Pękacz – organy Hammonda

## Informacje uzupełniające
- Producent – Tadeusz Nalepa
- Realizacja i mastering – Winicjusz Chróst
- Studio nagrań – Sulejówek Studio Chróst
- Projekt okładki – Małgorzata Kulesza
- Zdjęcie – Beata Wielgosz